# Castillon-du-Gard
Castillon-du-Gard település Franciaországban, Gard megyében. Lakosainak száma 1681 fő (2022. január 1.). Castillon-du-Gard La Capelle-et-Masmolène, Flaux, Remoulins, Saint-Hilaire-d’Ozilhan, Valliguières és Vers-Pont-du-Gard községekkel határos.

## Népesség
A település népességének változása:
| Lakosok száma | 468  | 716  | 759  | 1152 | 1572 | 1643 | 1684 | 1672 | 1679 | 1681 |
|               | 1968 | 1982 | 1990 | 2006 | 2013 | 2015 | 2017 | 2019 | 2020 | 2022 |